# Бейлін Михайло Маркович
Михайло Маркович Бейлін (рос. Михаил Маркович Бейлин, івр. מיכאל ביילין; нар. 24 травня 1976, Перм, РРФСР) — ізраїльський борець греко-римського стилю, дворазовий бронзовий призер чемпіонатів світу, бронзовий призер чемпіонату Європи, учасник Олімпійських ігор.

## Біографія
Боротьбою почав займатися з 1984 року у Пермі. У 1994 році він переїхав до Ізраїлю зі своїми батьками і почав тренуватися і виступати за борцівський клуб «Хапоель» з Тель-Авіва. У 1999 його батьки, які не змогли знайти роботу в Ізраїлі, повернувся до Пермі і Михайло почав їздити туди, поступово все більше і більше часу проводячи там. Він пояснював це тим, що хоче більше часу проводити з батьками і подругою і тим, що в Росії багато хороших спаринг-партнерів для тренувань. Разом з тим він постійно повертався звідти із зайвою вагою, через що був змушений перейти до вищої вагової категорії. У лютому 2004 року, незважаючи на те, що він отримував стипендію МОК у розмірі 500 доларів на місяць, а також стипендію спортсмена-репатріанта — 2 500 шекелів на місяць та іншу додаткову допомогу, Михайло Бейлін без повідомлення ізраїльській федерації боротьби зник з тренувальних зборів, що проходили в Україні напередодні літніх Олімпійських ігор 2004. Потім він знайшовся в Пермі. Бейлін був тоді відсторонений від участі в олімпійському кваліфікаційному турнірі, а потім і зовсім покинув Ізраїль і повернувся до Пермі. Головний тренер збірної Ізраїлю, Борис Винокуров був відсторонений від посади за те, що покривав недисциплінованого спортсмена. Сам Бейлін заявив, що він іде з великого спорту і тепер тренуватиме дітей в рідному місті. У Пермі заснував декілька фірм і займається нерухомістю.

## Виступи на Олімпіадах
| Змагання                    | Збірна  | Вагова категорія | Місце |
| --------------------------- | ------- | ---------------- | ----- |
| Літні Олімпійські ігри 2000 | Ізраїль | 63 кг            | 15    |

## Виступи на Чемпіонатах світу
| Змагання                        | Збірна  | Вагова категорія | Місце  |
| ------------------------------- | ------- | ---------------- | ------ |
| Чемпіонат світу з боротьби 1997 | Ізраїль | 63кг             | 4      |
| Чемпіонат світу з боротьби 1998 | Ізраїль | 63 кг            | 13     |
| Чемпіонат світу з боротьби 1999 | Ізраїль | 63 кг            | Бронза |
| Чемпіонат світу з боротьби 2001 | Ізраїль | 63 кг            | Бронза |
| Чемпіонат світу з боротьби 2002 | Ізраїль | 66 кг            | 12     |
| Чемпіонат світу з боротьби 2003 | Ізраїль | 66 кг            | 20     |
| Чемпіонат світу з боротьби 2005 | Ізраїль | 66 кг            | 19     |

## Виступи на Чемпіонатах Європи
| Змагання                         | Збірна  | Вагова категорія | Місце  |
| -------------------------------- | ------- | ---------------- | ------ |
| Чемпіонат Європи з боротьби 1996 | Ізраїль | 62 кг            | 12     |
| Чемпіонат Європи з боротьби 1997 | Ізраїль | 63 кг            | 6      |
| Чемпіонат Європи з боротьби 1998 | Ізраїль | 63 кг            | 17     |
| Чемпіонат Європи з боротьби 1999 | Ізраїль | 63 кг            | 8      |
| Чемпіонат Європи з боротьби 2001 | Ізраїль | 63 кг            | 7      |
| Чемпіонат Європи з боротьби 2002 | Ізраїль | 66 кг            | Бронза |
| Чемпіонат Європи з боротьби 2006 | Ізраїль | 66 кг            | 19     |

## Виступи на інших змаганнях
| Змагання                  | Збірна  | Вагова категорія | Місце  |
| ------------------------- | ------- | ---------------- | ------ |
| Тестовий турнір FILA 1998 | Ізраїль | 63 кг            | Бронза |
| Тестовий турнір FILA 1998 | Ізраїль | 63 кг            | Срібло |